# 馬納斯區 (卡哈坦博省)
10°35′43″S 77°10′02″W / 10.5954°S 77.1671°W
馬納斯區（西班牙語：Distrito de Manás），是秘魯的一個區，位於該國中南部利馬大區的卡哈坦博省，始建於1921年1月22日，面積279平方公里，海拔高度2,398米，2005年人口1,591，人口密度每平方公里5.7人。